# Університет Пірея
Університет Пірея (грец. Πανεπιστήμιο Πειραιώς) — університет міста Пірей, Греція, який готує фахівців у галузі економіки, бізнес-менеджменту та інформаційних технологій.
Університет Пірея первісно заснований як Промислова школа Пірея 1938 року. 1945 року останню перейменовано на Вищу школу промислових досліджень. Свою сучасну назву університет отримав тільки 1989 року.
Нині у складі університету дослідний центр, який з моменту свого заснування в 1989 році брав участь у технологічних досліджень на національному та міжнародному рівні, особливо в галузях, що стосуються комп'ютерних мереж та інтернет-технологій.

## Структура
- Економічний факультет
- Факультет ділового адміністрування
- Факультет фінансового менеджменту та банківської справи
- Факультет морських досліджень
- Факультет промислового менеджменту
- Факультет статистики та страхування
- Факультет інформатики
- Факультет цифрових систем
- Факультет міжнародних та європейських досліджень